# Únor 2004
4. února – středa
 Byla založena sociální síť Facebook. 
6. února – pátek
 Sebevražedný útočník zabil 41 cestujících v moskevském metru. Odpovědnost za útok je připisována čečenským separatistům. 
10. února – úterý
 Při sebevražedném útoku automobilem naloženým výbušninami na policejní náborové středisko jižně od Bagdádu zahynulo nejméně 50 osob. 
16. února – pondělí
 Na následky leukémie zemřel v Praze ve věku 64 let herec Miloslav Šimek. 
18. února – středa
 Výbuch vlaku přepravujícího benzín, hnojiva a síru v Íránu zabil 340 lidí. 